# Clannad (vizuální román)
Clannad (japonsky クラナド; stylizovaně CLANNAD) je japonský vizuální román vyvinutý společností Key a vydaný 28. dubna 2004 pro platformu Windows. Zatímco obě předchozí díla společnosti Key, Kanon a Air, byla nejprve vydána jako hry pro dospělé a poté cenzurována pro mladší publikum, Clannad byl vydán s ratingem pro všechny věkové kategorie. Později byl portován na herní konzole PlayStation 2, PlayStation Portable, Xbox 360, PlayStation 3, PlayStation Vita, PlayStation 4 a Nintendo Switch. Anglická verze pro Windows byla vydána na platformě Steam společností Sekai Project v roce 2015.
Příběh sleduje život Tomodži Okazakiho od dospívání až po dospělost. Jako průměrný středoškolák se v posledním roce na škole setkává s mnoha lidmi, včetně pěti dívek, jejichž individuální problémy pomáhá řešit, a jeho život je dále podrobně popsán po ukončení střední školy. Hra Clannad sleduje děj, který se větví do různých scénářů na základě různých průběhů interakce hráčské postavy. Hra se v době svého vydání umístila v žebříčku nejprodávanějších počítačových her prodávaných v Japonsku a poté se ještě několikrát umístila v národní top 50. Společnost Key dále vytvořila spin-off pro dospělé s názvem Tomoyo After: It's a Wonderful Life, který byl vydán v listopadu 2005 a rozšiřoval scénář Tomoji Sakagamy, jedné z pěti hrdinek ze hry Clannad.
Na motivy Clannadu vzniklo několik dalších děl různých médií. Vznikly čtyři adaptace mangy, které vydaly společnosti ASCII Media Works, Flex Comix, Fudžimi Šobó a Jive. Byly vydány také komiksové antologie, light novely a knihy o umění, stejně jako audiodramata a několik hudebních alb. V září 2007 byla uvedena animovaná filmová adaptace od společnosti Tóei Animation, po níž následovaly dva anime televizní seriály včetně dvou epizod OVA od společnosti Kyoto Animation, které vznikly v letech 2007 až 2009. Oba anime seriály a jejich doprovodné OVA jsou licencovány společností Sentai Filmworks a v Severní Americe byly vydány v roce 2009. Animované adaptace dosáhly vysokých prodejních čísel v Japonsku i uznání kritiků v zahraničí.